# كينغ أوف كرابز
كينغ أوف كرابز (بالإنجليزية: King of Crabs)‏ هي لعبة فيديو باتل رويال من تطوير ونشر روبوت سكويد، صدرت في 7 مارس 2020 وتعمل على أجهزة ويندوز، آي أو إس وأندرويد. أُشيد باللعبة باعتبارها «فورتنايت وايت كرابز».